# Turama
Le Turama est un fleuve, situé sur l'île de Nouvelle-Guinée en Papouasie-Nouvelle-Guinée.

## Géographie
Le Turama prend sa source sur le mont Bosavi dans l'est de l'île de Nouvelle-Guinée. Le fleuve se jette dans le Golfe de Papouasie après avoir parcouru 290 kilomètres. L'estuaire à l'embouchure du fleuve est d'environ 30 kilomètres (20 miles).